# Craidorolț
Craidorolț es una comuna ubicada en el distrito de Satu Mare, Rumania.

## Superficie
Posee una superficie de 93,52 kilómetros cuadrados.

## Demografía
Hasta 2021 la población era de 2130 habitantes, con una densidad de población de 22,78 habitantes por kilómetro cuadrado.